# Torre del Reloj de Montreal
La Torre del Reloj de Montreal (en francés:  Tour de l'Horloge de Montréal)  está situada en el Quai de l'Horloge, originalmente llamado el Muelle Victoria, en el Viejo Puerto de Montreal en, la provincia de Quebec, al este de Canadá. También llamado Reloj conmemorativo de Los Marineros, la primera piedra fue colocada por el Príncipe de Gales, el 31 de octubre de 1919, consistiendo en una  torre de 45 metros terminada dos años más tarde como un monumento a los marineros canadienses que murieron en la Primera Guerra Mundial. Los planes originales de los mecanismos de relojería implicaban cinco campanas con un sonido cada hora, pero el mecanismo nunca se construyó. El reloj fue construido en Croydon, Inglaterra por la firma de Gillett & Johnston, y su mecanismo es similar al que impulsa el Big Ben en el Palacio de Westminster.